# Dzierzbogłowy
Dzierzbogłowy (Pteruthiinae) – monotypowa podrodzina ptaków z rodziny wireonkowatych (Vireonidae).  

## Rozmieszczenie geograficzne
Podrodzina obejmuje gatunki występujące w Himalajach, Azji Południowo-Wschodniej i południowej Chińskiej Republice Ludowej.

## Morfologia
Długość ciała 11–20 cm; masa ciała 10–48 g.

## Systematyka
Rodzaj Pteruthius zdefiniował w 1832 roku angielski zoolog William Swainson w załączniku dotyczącym cech rodzajów i podrodzajów dotychczas nieokreślonych, opublikowanym w publikacji pod redakcją Johna Richardsona i Swainsona poświęconej północnoamerykańskiej faunie. Gatunkiem typowym jest (oryginalne oznaczenie (również monotypowe)) podgatunek dzierzbogłowa rododendronowego, P. aeralatus validirostris.

### Etymologia
- Pteruthius (Ptererythrius, Pterythrius, Ptererythius, Pterutius): gr. πτερον pteron ‘skrzydło’; ερυθαινω eruthainō ‘zabarwione na czerwono’, od ερυθραινω eruthrainō ‘malować na czerwono’, od ερυθρος eruthros ‘czerwony’[14].
- Allotrius (Allothrius): gr. αλλοτριος allotrios ‘dziwny’, od αλλος allos ‘inny’[15]. Gatunek typowy (późniejsze oznaczenie)[6]: Allotrius ænobarbus Temminck, 1836.
- Aenopogon: łac. aeneus ‘w kolorze brązu’, od aes, aeris ‘brąz’; gr. πωγων pōgōn, πωγωνος pōgōnos ‘broda’[16]. Gatunek typowy (oznaczenie monotypowe): Allotrius ænobarbus Temminck, 1836.
- Hilarocichla: gr. ἱλαρος hilaros ‘wesoły, radosny’, od ἱλαος hilaos ‘pomyślny, łaskawy’; κιχλη kikhlē ‘drozd’[17]. Gatunek typowy (oznaczenie monotypowe): Pteruthius rufiventer Blyth, 1842.

### Podział systematyczny
Do podrodziny należy jeden rodzaj Pteruthius z następującymi gatunkami:
- Pteruthius xanthochlorus J.E. Gray & G.R. Gray, 1847 – dzierzbogłów zielony
- Pteruthius aenobarbus (Temminck, 1836) – dzierzbogłów rdzawoczelny
- Pteruthius intermedius (Hume, 1877) – dzierzbogłów trzaskający
- Pteruthius melanotis Hodgson, 1847 – dzierzbogłów rdzawogardły
- Pteruthius rufiventer Blyth, 1842 – dzierzbogłów czarnogłowy
- Pteruthius flaviscapis (Temminck, 1836) – dzierzbogłów białobrewy
- Pteruthius aeralatus Blyth, 1855 – dzierzbogłów rododendronowy